# یانوش درژی
یانوش درژی (متولد ۲۰ آوریل ۱۹۵۴ در نییرابرانی) یک بازیگر مجارستانی است. او از سال ۱۹۷۹ در بیش از هشتاد فیلم نقش‌آفرینی کرده‌است.

## گزیدهٔ فیلم‌شناسی
| سال  | عنوان                             | نقش | یادداشت |
| ---- | --------------------------------- | --- | ------- |
| ۲۰۱۳ | دفترچه یادداشت                    |     |         |
| ۲۰۱۱ | اسب تورین                         |     |         |
| ۲۰۰۷ | مردی از لندن                      |     |         |
| ۲۰۰۳ | آخر هفته‌های طولانی در آفات و بوتا |     |         |
| ۲۰۰۰ | هارمونی‌های ورکمایستر              |     |         |
| ۱۹۹۸ | شور                               |     |         |
| ۱۹۹۷ | کلام کلام                         |     |         |
| ۱۹۹۴ | تانگوی شیطان                      |     |         |
| ۱۹۹۳ | هوس                               |     |         |
| ۱۹۸۶ | حریم خصوصی صدا                    |     |         |
| ۱۹۸۴ | سالنمای خزان                      |     |         |
| ۱۹۸۲ | مکبث                              |     |         |
| ۱۹۸۰ | نارسیس و روان                     |     |         |